# ジェイク・バード (野球)
ジェイコブ・ティモシー・バード（Jacob Timothy Bird, 1995年12月4日 - ）は、 アメリカ合衆国カリフォルニア州ロサンゼルス郡ニューホール出身のプロ野球選手（投手）。右投右打。MLBのニューヨーク・ヤンキース所属。

## 経歴

### プロ入りとロッキーズ時代
2018年のMLBドラフト5巡目（全体156位）でコロラド・ロッキーズから指名され、プロ入り。契約後、傘下のパイオニアリーグのルーキー級グランドジャンクション・ロッキーズでプロデビュー。17試合に登板して4勝1敗、防御率3.38、30奪三振を記録した。
2019年はA級アッシュビル・ツーリスツでプレーし、40試合（先発8試合）に登板して7勝2敗2セーブ、防御率3.62、80奪三振を記録した。
2020年は新型コロナウイルスの影響でマイナーリーグの試合が開催されなかったため、公式戦の登板は無かった。
2021年はAA級ハートフォード・ヤードゴーツとAAA級アルバカーキ・アイソトープスでプレーし、2球団合計で39試合（先発2試合）に登板して6勝1敗、防御率3.38、59奪三振を記録した。オフにはアリゾナ・フォールリーグに参加し、ソルトリバー・ラフターズに所属した。
2022年は開幕をAAA級アルバカーキで迎えた。6月11日にメジャー契約を結んでアクティブ・ロースター入りし、16日のクリーブランド・ガーディアンズ戦でメジャーデビュー。この年メジャーでは38試合に登板して2勝4敗、防御率4.91、42奪三振を記録した。
2023年はシーズン前に開催の第5回WBCでイスラエル代表に選出された。だが、大会直前のスプリングトレーニング中の2月22日に左脇腹を痛めたため、代表参加を辞退している。この年はシーズンでも70試合に登板するも、3勝3敗13ホールドの成績ながら防御率は4.33と精彩を欠いた。
2024年は35試合に登板して2勝2敗1セーブ4ホールド、防御率4.50、31奪三振を記録した。
2025年は後述の移籍前までに45試合に登板して4勝1敗10ホールド、防御率4.73、62奪三振などを記録していた。

### ヤンキース時代
2025年7月31日にマイナー内野手のロック・リッジオと同じく投手のベン・シールズとのトレードでニューヨーク・ヤンキースへ移籍し、同日中にブライアン・デラクルーズと入れ替わって40人枠入りした。

## 選手としての特徴
平均95mph（約152.9km/h）のシンカーが半分以上の割合を占めており、スピンの効いたカーブも投げる。

## 詳細情報

### 年度別投手成績
| 年 度    | 球 団    | 登 板 | 先 発 | 完 投 | 完 封 | 無 四 球 | 勝 利 | 敗 戦 | セ 丨 ブ | ホ 丨 ル ド | 勝 率 | 打 者 | 投 球 回 | 被 安 打 | 被 本 塁 打 | 与 四 球 | 敬 遠 | 与 死 球 | 奪 三 振 | 暴 投 | ボ 丨 ク | 失 点 | 自 責 点 | 防 御 率 | W H I P |
| -------- | -------- | ----- | ----- | ----- | ----- | -------- | ----- | ----- | -------- | ----------- | ----- | ----- | -------- | -------- | ----------- | -------- | ----- | -------- | -------- | ----- | -------- | ----- | -------- | -------- | ------- |
| 2022     | COL      | 38    | 0     | 0     | 0     | 0        | 2     | 4     | 0        | 5           | .333  | 211   | 47.2     | 45       | 7           | 23       | 3     | 4        | 42       | 4     | 0        | 29    | 26       | 4.91     | 1.43    |
| 2023     | COL      | 70    | 3     | 0     | 0     | 0        | 3     | 3     | 0        | 13          | .500  | 381   | 89.1     | 94       | 6           | 27       | 0     | 7        | 77       | 2     | 0        | 47    | 43       | 4.33     | 1.35    |
| 2024     | COL      | 35    | 0     | 0     | 0     | 0        | 2     | 2     | 1        | 4           | .500  | 185   | 40.0     | 43       | 5           | 25       | 1     | 4        | 31       | 1     | 0        | 21    | 20       | 4.50     | 1.70    |
| MLB：3年 | MLB：3年 | 153   | 3     | 0     | 0     | 0        | 7     | 9     | 1        | 22          | .438  | 777   | 177.0    | 182      | 18          | 75       | 4     | 15       | 150      | 7     | 0        | 97    | 89       | 4.53     | 1.45    |

- 2024年度シーズン終了時

### 年度別守備成績
| 年 度 | 球 団 | 投手（P） | 投手（P） | 投手（P） | 投手（P） | 投手（P） | 投手（P） |
| 年 度 | 球 団 | 試 合     | 刺 殺     | 補 殺     | 失 策     | 併 殺     | 守 備 率  |
| ----- | ----- | --------- | --------- | --------- | --------- | --------- | --------- |
| 2022  | COL   | 38        | 2         | 5         | 0         | 0         | 1.000     |
| 2023  | COL   | 70        | 7         | 4         | 0         | 1         | 1.000     |
| 2024  | COL   | 35        | 0         | 5         | 0         | 0         | 1.000     |
| MLB   | MLB   | 143       | 9         | 14        | 0         | 1         | 1.000     |

- 2024年度シーズン終了時

### 背番号
- 59（2022年 - ）